# NGC 5639
NGC 5639 est une galaxie spirale située dans la constellation du Bouvier. Sa vitesse par rapport au fond diffus cosmologique est de 3 743 ± 14 km/s, ce qui correspond à une distance de Hubble de 55,2 ± 3,9 Mpc (∼180 millions d'al). NGC 5639 a été découverte par l'astronome britannique John Herschel en 1830.
La classe de luminosité de NGC 5639 est III-IV et elle présente une large raie HI.
À ce jour, deux mesures non basées sur le décalage vers le rouge (redshift) donnent une distance de 51,700 ± 21,355 Mpc (∼169 millions d'al), ce qui est à l'intérieur des valeurs de la distance de Hubble. Notons cependant que c'est avec la valeur moyenne des mesures indépendantes, lorsqu'elles existent, que la base de données NASA/IPAC calcule le diamètre d'une galaxie et qu'en conséquence le diamètre de NGC 5639 pourrait être d'environ 22,7 kpc (∼74 000 al) si on utilisait la distance de Hubble pour le calculer.

## Groupe de NGC 5653
Selon A. M. Garcia, NGC 5639 fait partie du groupe de NGC 5653. Ce groupe de galaxies compte au moins 15 membres. Les autres galaxies du groupe sont NGC 5629, NGC 5635, NGC 5641, NGC 5642, NGC 5653, NGC 5657, NGC 5659, NGC 5672, NGC 5709 (= NGC 5703), NGC 5735, IC 4397, UGC 9253, UGC 9268 et UGC 9302.